# فيرا سوس
ڤيرا توران سوس (بالمجرية: T. Sós Vera)‏ (مواليد 11 سبتمبر، 1930) هي عالمة رياضيات من المجر، مختصّة في نظرية الأعداد والتوافقيات. كانت طالبة ومعاونة لبول إيردوس وألفريد ريني.
كما كانت معاونة لزوجها بال توران العالم في مجالات التحليل الرياضي والتوافقيات ونظرية الأعداد. حتى عام 1987، عملت في قسم التحليل في جامعة أوتفوس لوراند في بودابست. ثم عملت في معهد ألفريد رينيي للرياضيات. انتُخبت عضواً مراسلاً في الأكاديمية الهنغارية للعلوم عام 1985 ثم عضواً عام 1990. حازت عام 1997 على جائزة سزيتشيي
من بعض نتائج أبحاثها "نظرية كوفاري-سوس-توران" المتعلقة بأقصى عدد ممكن من حواف الشكل البياني الثنائي الذي لا يحتوي على مخطط ثنائي كامل. ومن نظرياتها الأخرى ما يعرف بنظرية الصداقة أو مخطط الصداقة البياني التي أثبتها كل من بول إيردوس وألفريد ريني، وماجاء في نصها إذا وجد في الرسم البياني المحدود أي رأسان يشتركان في رأس مجاور واحد بالضبط، فإنه سيكون هناك رأس مشترك مع الجميع. في نظرية الأعداد، أثبتت سوس "نظرية المسافة الثلاثية.